# 元孝矩
元 孝矩（げん こうく、生没年不詳）は、西魏の皇族。北周や隋の姻戚として高位にとどまった。名は矩。孝矩は字であり、字をもって通称される。本貫は河南郡洛陽県。

## 経歴
元均の子として生まれた。西魏のとき、始平県公の爵位を嗣ぎ、南豊州刺史に任じられた。宇文泰の政権専断に対して、孝矩は元氏による奪権を企図したが、兄に諫められて思いとどまった。後に晋公宇文護が孝矩の妹を妻としたので、親密につき合った。北周が建国され、宇文護が政権を掌握すると、孝矩は重用された。宇文護が殺されると、孝矩はその罪に連座して蜀に流された。数年後、長安に召還され、益州総管司馬に任じられ、司憲大夫に転じた。
楊堅は孝矩の門地を重んじて、孝矩の娘を子の楊勇の妻に迎えた。580年、楊堅が北周の丞相となると、孝矩は小冢宰となり、位は柱国に進み、洵陽郡公の爵位を受けた。581年、楊勇は洛陽に駐屯していたが、隋が建国されて皇太子となると、孝矩が代わって洛陽を任された。孝矩の娘が皇太子妃に立てられると、孝矩も厚く礼遇された。まもなく寿州総管に任ぜられて出向した。南朝陳の将軍の任蛮奴らが江北に進攻してくると、孝矩は行軍総管を兼ねて、江上に駐屯した。数年後、老年を理由に隠退を願い出たが、涇州刺史とされた。涇州にあること1年あまりして、在官のまま死去した。享年は59。諡は簡といった。
子の元無竭が後を嗣いだ。
孝矩の兄の元則の子に元文都があった。また孝矩の末弟の元褒が知られた。

## 伝記資料
- 『隋書』巻50 列伝第15
- 『北史』巻17 列伝第5